# Таємниця забутої переправи
«Таємниця забутої переправи» — радянський гостросюжетний пригодницький художній чорно-білий фільм, істерн, поставлений у 1973 році режисером Сухбатом Хамідовим на кіностудії «Таджикфільм».

## Сюжет
Громадянська війна в Середній Азії — лютий 1918 року. В оточеному басмачами Ходженті починається голод. Керівники ревкому Козирєв, Саттар і Алім за допомогою головного мулли мечеті Абдурахман-хана залучають на свій бік місцевих жителів, розбивають загін басмачів і повертають хліб голодуючим.

## В ролях
| Актор                                             | Роль           |
| ------------------------------------------------- | -------------- |
| Георгій Жжонов                                    | Козирєв        |
| Махмуджан Вахідов (дублював Олександр Дем'яненко) | Алім Рахматов  |
| Болот Бейшеналієв                                 | Саттар         |
| Ато Мухамеджанов (дублював Юхим Копелян)          | Абдурахман-хан |
| Лейла Абукова                                     | Фатіма         |
| Мар'ям Ісаєва                                     | Савсан         |
| Раджабалі Хусейнов                                | Шодмон         |
| Артик Джаллиєв                                    | Тухсан-бек     |
| Юозас Урманавічюс                                 | білий офіцер   |
| Шавкат Газієв                                     | Халіл          |
| Мушарафа Касимова                                 | мама Фатіми    |
| Махмуд Тахірі                                     | паромник       |
| Ісамат Ергашев                                    | Саїд           |
| Гурміндж Завкібеков                               | дервіш         |

## Знімальна група
- Режисер: Сухбат Хамідов
- Сценарист: Агзамов Сідкі
- Оператор: Анвар Мансуров
- Композитор: Едуард Артем'єв
- Художник: Володимир Артік